# Couscous (animal)
Pour les articles homonymes, voir Couscous (homonymie).
Taxons concernés
Dans la famille des Phalangeridae
- Dans les genres :
  - Ailurops
  - Phalanger
  - Spilocuscusmodifier

Le terme couscous ou cuscus est un nom vernaculaire ambigu en français qui regroupe diverses espèces de mammifères de l'ordre des marsupiaux et classés dans plusieurs genres de la famille des phalangers (Phalangeridae).

## Histoire et étymologie
Dans cette acception, le mot « couscous » est absent des définitions données par les dictionnaires de français classiques.
On peut trouver le nom de ces marsupiaux écrit « cuscus » suivant la graphie anglaise, par exemple dans le Dictionnaire de la langue française d'Émile Littré, publié en 1863-1872 qui cite le Journal Officiel pour qui le mot est utilisé par les naturalistes pour désigner certains « animaux domestiques [de la Nouvelle-Guinée] » et plus exactement « un animal plantigrade ».
Le couscous fait son apparition pour la première fois dans des registres biologiques en 1807, lorsque le lieutenant de frégate en second Leonce Espanol[réf. souhaitée] servant sur La Canonnière note dans son registre intitulé alors Registre de Sciences Naturelles une succincte description du mammifère. Il s'agit là très probablement de la première caractérisation biologique occidentale d'un couscous[réf. souhaitée].

## Biologie, comportement et écologie
Les caractéristiques générales des couscous sont celles des marsupiaux de la famille des Phalangeridae, avec des différences pour chaque espèce : voir les articles détaillés pour plus d'informations, notamment sur leur constitution physique ou leur mode de vie respectif.

### Caractéristiques communes
Les couscous sont originaires d'Australie du Nord et de Nouvelle-Guinée. Ils vivent dans des arbres à feuillage épais et sont nocturnes.
Ils sont omnivores et se nourrissent autant de feuilles, de fruits, de fleurs que d'œufs, de petits oiseaux ou de petits animaux qu'ils trouvent.
Comme tous les marsupiaux, les couscous mettent au monde des petits à l'état larvaire qui finissent leur croissance dans la poche marsupiale.

## Noms français et noms scientifiques correspondants
Liste alphabétique des noms vulgaires ou des noms vernaculaires attestés en français.

Parmi les « couscous », citons :
- Couscous des Célèbes - Ailurops ursinus[5],[6]
- Couscous commun de l'Est - Phalanger intercastellanus[7]
- Couscous commun du Sud - Phalanger mimicus[7]
- Couscous gris - Phalanger orientalis[5],[6],[7]
- Couscous de l'île de l'Amirauté - Spilocuscus kraemeri[7]
- Couscous tacheté - Spilocuscus maculatus[5],[7]
- Couscous Waigeou - Spilocuscus papuensis[7]
- etc.

## Couscous dans la culture
Le couscous est l'un des héros de la série de BD de Gaudelette et Manu Larcenet, Pedro le Coati,  qui s'intéresse de façon burlesque et non-réaliste à un certain nombre d'animaux peu connus tels le coati et l'arapaïma d'Amazonie.
Dans l'animé japonais intitulé Flo et les Robinson suisses adapté d'après le livre Le Robinson suisse de Johann David Wyss, la famille Robinson recueille un bébé Cuscus orphelin qui deviendra leur animal de compagnie. Les enfants de la famille décideront de l’appeler "Mercredi" puisque l'animal a été trouvé ce jour-là. Il s'agit bien sûr d'une référence à "Vendredi" des aventures de Robinson Crusoé.